# التهاب القصبات المزمن
التهاب القصبات المزمن (بالإنجليزية: Chronic bronchitis)‏.

## التعريف
شكوى من سعال يومي منتج لقشع (بلغم) لمدة 3 أشهر في سنتين متتاليتين.

## الأسباب
التدخين والملوثات البيئية.

## المرضيات
زيادة في إنتاج المخاط في الرغامى والقصبات.

## الأعراض
- سعال منتج لقشع.
- ضيق بالتنفس (زلة تنفسية) وتكون شديدة في الشتاء.
- أزيز.
- ألم صدري جنبي.
- قد يحدث نفث دم (لكنه يوجه للخباثة غالباً).

## الاستقصاءات
- صورة الصدر الشعاعية.
- اختبارات وظائف الرئة.
- قياس غازات الدم.

## التدبير
- تشجيع متواصل على ايقاف التدخين.
- معالجة فيزيائية (تمارين تنفسية للمعالجة والوقاية).
- المعالجة بالمضادات الحيوية.
- استخدام الموسعات القصبية.
- قد يحتاج المريض لادخال شوط من المعالجة بالكورتيزون.

## الإنذار
سيء عادةً، ونسبة الشفاء هي 30% في حالات المنتفخين الزرق.